# Campionato svedese di scacchi
Il Campionato svedese di scacchi (Sverigemästarklassen i schack) è organizzato annualmente dalla Sveriges Schackförbund, la federazione svedese di scacchi, per determinare il campione nazionale.
Tra il 1919 e il 1930 il titolo di campione ufficiale era assegnato attraverso match diretti tra il campione in carica e uno sfidante, sebbene negli stessi anni, fino al 1938, venisse organizzato anche un altro torneo non ufficiale. Dal 1939 il torneo divenne il campionato ufficiale; con l'esclusione del 1940, si è tenuto regolarmente ogni anno.

## Campioni di Svezia (match diretti)
| Anno | Luogo     | Risultato                                |
| ---- | --------- | ---------------------------------------- |
| 1917 | Stoccolma | Otto Löwenborg 3 – Anton Olson 2         |
| 1917 | Göteborg  | Gustaf Nyholm 3,5 – Karl Berndtsson 1,5  |
| 1917 | Stoccolma | Gustaf Nyholm 4 – Otto Löwenborg 1       |
| 1919 | Stoccolma | Gustaf Nyholm 2,5 – Arthur Håkansson 2,5 |
| 1919 | Stoccolma | Gustaf Nyholm 3,5 – Anton Olson 1,5      |
| 1919 | Göteborg  | Gustaf Nyholm 2,5 – Allan Nilsson 2,5    |
| 1921 | Stoccolma | Anton Olson 3 – Gustaf Nyholm 2          |
| 1921 | Stoccolma | Gustaf Nyholm 3,5 – Anton Olson 1,5      |
| 1924 | Göteborg  | Allan Nilsson 3 – Gustaf Nyholm 1        |
| 1927 | Göteborg  | Allan Nilsson 2,5 – Gösta Stoltz 2,5     |
| 1929 | Göteborg  | Gideon Ståhlberg 3 – Allan Nilsson 0     |
| 1931 | Göteborg  | Gideon Ståhlberg 3 – Gösta Stoltz 3      |

## Tornei non ufficiali
| Anno | Luogo       | Vincitore                                                  |
| ---- | ----------- | ---------------------------------------------------------- |
| 1917 | Stoccolma   | Otto Löwenborg e Anton Olson                               |
| 1918 | Göteborg    | Karl Berndtsson                                            |
| 1919 | Malmö       | Anton Olson                                                |
| 1920 | Eskilstuna  | Karl Berndtsson                                            |
| 1921 | Jönköping   | Karl Berndtsson e Gustaf Nyholm                            |
| 1922 | Gävle       | Arthur Håkansson                                           |
| 1923 | Uppsala     | Allan Nilsson e Anton Olson                                |
| 1924 | Norrköping  | Karl Olson                                                 |
| 1925 | Trollhättan | Olof Kinnmark                                              |
| 1926 | Karlstad    | Karl Berndtsson                                            |
| 1927 | Örebro      | Gösta Stoltz e Gideon Ståhlberg                            |
| 1928 | Helsingborg | Gösta Stoltz                                               |
| 1929 | Västerås    | Einar Pettersson                                           |
| 1931 | Uddevalla   | Erik Lundin                                                |
| 1932 | Karlskrona  | Erik Lundin e Gideon Ståhlberg                             |
| 1933 | Lund        | Nils Bergkvist, Gösta Danielsson G. Forhaug e Gunnar Skarp |
| 1934 | Falun       | Erik Lundin                                                |
| 1935 | Härnösand   | Gösta Stoltz e John B. Lindberg                            |
| 1936 | Borås       | Ernst Larsson                                              |
| 1937 | Stoccolma   | Ragnar Pettersson                                          |
| 1938 | Kalmar      | Erik Lundin                                                |

## Tornei ufficiali
| Anno | Luogo             | Vincitore                          |
| ---- | ----------------- | ---------------------------------- |
| 1939 | Stoccolma         | Gideon Ståhlberg                   |
| 1941 | Göteborg          | Erik Lundin                        |
| 1942 | Östersund         | Erik Lundin                        |
| 1943 | Malmö             | Bengt Ekenberg                     |
| 1944 | Lidköping         | Stig Lundholm                      |
| 1945 | Visby             | Erik Lundin                        |
| 1946 | Motala            | Erik Lundin                        |
| 1947 | Stoccolma         | Nils Ekström                       |
| 1948 | Sundsvall         | Nils Ekström                       |
| 1949 | Eskilstuna        | Kristian Sköld                     |
| 1950 | Kristianstad      | Kristian Sköld                     |
| 1951 | Halmstad          | Gösta Stoltz                       |
| 1952 | Hålland           | Gösta Stoltz                       |
| 1953 | Örebro            | Gösta Stoltz                       |
| 1954 | Helsingborg       | Bengt-Eric Hörberg                 |
| 1955 | Södertälje        | Gösta Danielsson                   |
| 1956 | Borås             | Åke Stenborg                       |
| 1957 | Stoccolma         | Zander Nilsson                     |
| 1958 | Växjö             | John Johansson                     |
| 1959 | Västerås          | Kristian Sköld                     |
| 1960 | Kiruna            | Erik Lundin                        |
| 1961 | Avestā            | Erik Lundin                        |
| 1962 | Örnsköldsvik      | Bengt Ekenberg                     |
| 1963 | Karlskrona        | Kristian Sköld                     |
| 1964 | Göteborg          | Erik Lundin                        |
| 1965 | Falköping         | Zander Nilsson                     |
| 1966 | Malmö             | Martin Johansson                   |
| 1967 | Stoccolma         | Rolf Martens                       |
| 1968 | Norrköping        | Lars Börje Jansson                 |
| 1969 | Sundsvall         | Ulf Andersson                      |
| 1970 | Nässjö            | Lars Olof Börje                    |
| 1971 | Eskilstuna        | Sven Malmegren                     |
| 1972 | Skellefteå        | Axel Ornstein                      |
| 1973 | Bollnäs           | Axel Ornstein                      |
| 1974 | Lund              | Magnus Wahlbohm                    |
| 1975 | Göteborg          | Axel Ornstein                      |
| 1976 | Motala            | Harry Schüssler                    |
| 1977 | Stoccolma         | Axel Ornstein                      |
| 1978 | Degerfors         | Nils-Gustaf Renman Harry Schüssler |
| 1979 | Borås             | Lars-Åke Schneider                 |
| 1980 | Luleå             | Nils-Gustaf Renman                 |
| 1981 | Ystad             | Dan Cramling                       |
| 1982 | Gävle             | Lars-Åke Schneider                 |
| 1983 | Karlskrona        | Lars-Åke Schneider                 |
| 1984 | Linköping         | Axel Ornstein                      |
| 1985 | Uppsala           | Ralf Åkesson                       |
| 1986 | Malmö             | Lars-Åke Schneider                 |
| 1987 | Stoccolma         | Axel Ornstein                      |
| 1988 | Norrköping        | Axel Ornstein                      |
| 1989 | Sundsvall         | Jan Johansson                      |
| 1990 | Göteborg          | Michael Wiedenkeller               |
| 1991 | Helsingborg       | Stellan Brynell                    |
| 1992 | Borlänge          | Lars Karlsson                      |
| 1993 | Lindesberg        | Thomas Ernst                       |
| 1994 | Haparanda         | Richard Wessman                    |
| 1995 | Borlänge          | Lars Degerman                      |
| 1996 | Linköping         | Robert Åström                      |
| 1997 | Haninge           | Lars Degerman                      |
| 1998 | Ronneby           | Evgenij Agrest                     |
| 1999 | Lidköping         | Ralf Åkesson                       |
| 2000 | Örebro            | Tom Wedberg                        |
| 2001 | Linköping         | Evgenij Agrest                     |
| 2002 | Skara             | Jonny Hector                       |
| 2003 | Umeå              | Evgenij Agrest                     |
| 2004 | Göteborg          | Evgenij Agrest                     |
| 2005 | Göteborg          | Stellen Brynell                    |
| 2006 | Göteborg          | Johan Hellstan                     |
| 2007 | Stoccolma         | Tiger Hillarp Persson              |
| 2008 | Växjö             | Tiger Hillarp Persson              |
| 2009 | Kungsör           | Emanuel Berg                       |
| 2010 | Lund              | Emanuel Berg                       |
| 2011 | Västerås          | Hans Tikkanen                      |
| 2012 | Falun             | Hans Tikkanen                      |
| 2013 | Örebro            | Hans Tikkanen                      |
| 2014 | Borlänge          | Daniel Semcesen                    |
| 2015 | Sunne             | Nils Grandelius                    |
| 2016 | Uppsala           | Erik Blomqvist                     |
| 2017 | Stoccolma         | Hans Tikkanen                      |
| 2018 | Ronneby           | Hans Tikkanen                      |
| 2019 | Eskilstuna        | Erik Blomqvist                     |
| 2020 | - non disputato - | - non disputato -                  |
| 2021 | Helsingborg       | Tiger Hillarp Persson              |
| 2022 | Uppsala           | Jonny Hector                       |
| 2023 | Helsingborg       | Vitali Sivuk                       |

## Campioni svedesi di scacchi per corrispondenza
1. Bertil Sundberg (1938-1939)
2. Hilding Brynhammar (1940-1941)
3. Folke Ekström (1941-1942)
4. Harald Malmgren (1942-1943)
5. Bertil Sundberg (1943-1944)
6. Hilding Brynhammar (1944-1945)
7. Ake Lundqvist (1945-1946)
8. Bertil Sundberg (1947-1948)
9. Stig Lundholm (1948-1949)
10. Martin Johansson (1949-1950)
11. Olle Smith (1950-1951)
12. Gunnar Eidenfeldt (1951-1952)
13. Egon Arvidsson (1952-1953)
14. Manne Joffe (1954-1955)
15. Willy Pettersson (1955-1956)
16. Olle Smith (1956-1957)
17. Bertil Wikström (1957-1958)
18. Bertil Andersson (1958-1959)
19. Harry Ahman (1959-1960)
20. Thore Nättorp (1960-1961)
21. Harry Ahman (1961-1962)
22. Martin Johansson (1962-1963)
23. John Ljungdahl (1963-1964)
24. Folke Ekström (1964-1965)
25. Artur Mellgren (1965-1966)
26. Eric Nordström (1966-1967)
27. Hans Ek (1967-1968)
28. Bertil Wikström (1968-1969)
29. Haary Runström (1969-1970)
30. Bertil Wikström (1970-1971)
31. Folke Ekström (1971-1972)
32. Arne Bryntse (1972-1973)
33. Rune Averby (1973-1974)
34. Bo Hernod (1974-1975)
35. Eric Nordström (1975-1976)
36. Bengt Hammar (1976-1977)
37. Ulf Svensson (1977-1978)
38. Ingemar Schütz (1978-1979)
39. Taisto Varjomaa (1979-1980)
40. Hasse Mineur (1980-1981)
41. Bertil Wikström (1981-1982)
42. Thomas Welin (1982-1983)
43. Pavel Lacko (1983-1984)
44. Hakan Rothen (1984-1985)
45. Lars Enterfeld (1985-1986)
46. Matts Andersson (1986-1987)
47. Lennart Rydholm (1987-1988)
48. Johnny Becker (1988-1990)  [3]
49. Stefan Winge (1989-1991)  [4]
50. Rune Holmberg (1990-1992)  [5]
51. Mats Lindgren (1991-1993)  [6]
52. Robert Callergard (1992-1994)  [7]
53. Franko Lukez (1993-1995)  [8]
54. Arne Bjuhr (1994-1996)  [9]
55. Daniel Ronneland (1995-1997)  [10]
56. Niclas Hjelm (1996-1998)  [11]
57. Runne Degerhammar (1997-2000)  [12]
58. Conny Persson (1999-2001)  [13]
59. Dan Olofson (2001-2003)  [14]
60. Sebastian Nilsson (2003-2005)  [15]
61. Bo Lindström (2005-2008)  [16]
62. Eric Bagger (2007-2010)  [17]
63. Björn Fagerström (2009-2011)  [18]
64. Ludvig Sandström (2011-2013)  [19]
65. Leif Rosén (2013-2015)  [20]
66. Sonny Colin (2015-2017)  [21]